# 热利科·佩鲁希奇
热利科·佩鲁希奇（1936年3月23日—2017年9月28日），克罗地亚男子足球运动员，场上位置是中场。他曾代表南斯拉夫国奥队参加1960年夏季奥林匹克运动会足球比赛，获得一枚金牌。